# Upplands runinskrifter 752
Upplands runinskrifter 752 är ett vikingatida runstensfragment av granit som funnits i Viggeby, Husby-Sjutolfts socken och Enköpings kommun. Fragmentet förvaras i Husby-Sjutolfts kyrkas vapenhus, fastsatt vid dess östra vägg. Runstensfragmentet är 0,35 gånger 0,18 meter.

## Inskriften
Translitterering av runraden:
...---... ...-uku hin uk
Normalisering till runsvenska:
... [hi]oggu hinn ok Gummi ...
Översättning till nusvenska:
... högg denna (sten) och Gummi ...